# Jan Najder
Jan Najder (ur. 30 października 1923 w Łodzi, zm. 7 stycznia 2016 w Olsztynie1) – oficer aparatu bezpieczeństwa i Milicji Obywatelskiej.

## Życiorys
Syn Jana i Zofii. Do 1938 skończył szkołę powszechną w Łodzi, a w 1962 liceum ogólnokształcące w Olsztynie. 
W 1945 był słuchaczem Kursu Specjalnego Wojewódzkiego Urzędu Bezpieczeństwa Publicznego w Łodzi, po którym został młodszym wywiadowcą Sekcji 7 WUBP w Łodzi. We wrześniu 1946 przeniesiony do Olsztyna, gdzie został wywiadowcą Sekcji 1 Wydziału III WUBP, potem kierownikiem Sekcji 1 Wydziału "A" WUBP, a w 1951, po Kursie Aktywu Kierowniczego Ośrodka Szkoleniowego MBP w Warszawie, przeniesiony do centrali MBP jako starszy referent Sekcji 2, a później kierownik Sekcji Wydziału III Departamentu VIII MBP w stopniu kapitana. 1 X 1953 skierowany do Gdańska jako naczelnik Wydziału VIII WUBP. 
1 VI 1955 powrócił do Olsztyna jako naczelnik Wydziału V WUdsBP, od 1957 inspektor, a od 1959 starszy inspektor Kierownictwa SB KW MO w stopniu majora, a od 1962 podpułkownika. Po Kursie Doskonalenia Kadr Kierowniczych Służby Bezpieczeństwa MSZ (1966) został mianowany pułkownikiem i zastępcą komendanta wojewódzkiego MO w Olsztynie ds. Służby Milicji. 
W 1974 zwolniony, a w 1982 przyjęty ponownie jako starszy inspektor ds. prasowych Wydziału Ogólnego KW MO w Olsztynie. W lipcu 1985 przeszedł na emeryturę.

## Odznaczenia
- Krzyż Komandorski Orderu Odrodzenia Polski (1984)
- Krzyż Oficerski Orderu Odrodzenia Polski (1969)
- Krzyż Kawalerski Orderu Odrodzenia Polski (1964)
- Złoty Krzyż Zasługi (1954)
- Srebrny Krzyż Zasługi (1950)
- Medal 10-lecia Polski Ludowej (1955)
- Medal 40-lecia Polski Ludowej (1984)
- Srebrny Medal Za zasługi dla obronności kraju (1972)
- Brązowy Medal Za zasługi dla obronności kraju (1969)
- Srebrna Odznaka Za zasługi w ochronie porządku publicznego (1983)
- Brązowa Odznaka Za zasługi w ochronie porządku publicznego (1973)
- Złota Odznaka w Służbie Narodu (1983)
- Srebrna Odznaka w Służbie Narodu (1966)
- Brązowa Odznaka w Służbie Narodu (1955)